# On-U Sound Records
La On-U Sound Records è un'etichetta discografica britannica conosciuta soprattutto per la musica dub distribuita negli anni ottanta. L'etichetta è di proprietà del produttore Adrian Sherwood e produce  tra gli altri artisti come i Tackhead, i Dub Syndicate, gli African Head Charge, i The London Underground, i Little Annie, i Creation Rebel, Mark Stewart, Gary Clail, i New Age Steppers, gli Audio Active, gli Asian Dub Foundation ed i Singers & Players.
Il dub della On-U Sound è diverso da quello classico come quello di King Tubby o di Lee Perry, questo perché gli artisti dell'etichetta hanno un background punk, new wave, o funk, e producono un suono che non è puro reggae, anche se si sono spesso associati all'etichetta artisti più classici come Prince Far I, Bim Sherman, i Roots Radics e Lee Perry.